# Шамкирское водохранилище
Шамкирское водохранилище (Шамхорское водохранилище; азерб. Şəmkir su anbarı) — большое водохранилище в Шамкирском районе на северо-западе Азербайджана. Это второе по величине водохранилище на Кавказе после Мингячевирского водохранилища. Высота над уровнем моря — 158,0 м.

## Общая информация
Шамкирское водохранилище было построено на Шамкирском участке реки Кура в 1982 году. Площадь Шамкирского водохранилища составляет 116 км². Общий объём водохранилища составляет 2677 тыс. м³, а эксплуатируемый — 1425 тыс. м³. Нормальный уровень воды в водохранилище составляет 158 м, а площадь поверхности — 115 км². Длина плотины составляет 4500 м, а высота — 70 м. Водохранилище обеспечивает поливной водой 46 000 га земель в Шамкирском, Самухском, Гёйгёльском и Геранбойском районах.
Гидроэлектростанция мощностью 380 МВт с 2 турбинами является частью водохранилищного комплекса.

## Экология
В прошлом водохранилище испытывало на себе влияние от сброса сточных вод во многих населённых пунктах, расположенных вдоль реки Кура. Так, например, 5 апреля 1988 г. в результате аварии на Руставском металлургическом заводе в Куру было сброшено 11,7 т нефтепродуктов, что привело к сильному загрязнению Шамкирского водохранилища. Однако в последнее время строительство современных очистных сооружений привело к сокращению органического загрязнения.